# 3 tháng 11
Ngày 3 tháng 11 là ngày thứ 307 (308 trong năm nhuận) trong lịch Gregory. Còn 58 ngày trong năm.

## Sự kiện
- 644 – Khalip thứ nhì của người Hồi giáo là Omar bin Khattab bị một nô lệ người Ba Tư ám sát tại Medina.
- 907 – Vương Kiến lên ngôi hoàng đế, lập ra nước Tiền Thục thời Ngũ Đại Thập Quốc trong Lịch sử Trung Quốc.
- 1054 - Thái tử Lý Nhật Tôn lên ngôi, trở thành Hoàng đế thứ 3 Nhà Lý, Việt Nam
- 1760 - Thống chế Daun của Áo bị vua Friedrich II của Phổ đánh bại trong trận chiến tại Torgau.
- 1838 – The Times of India phát hành số đầu tiên tại Ấn Độ, hiện là nhật báo tiếng Anh có lượng phát hành nhiều nhất thế giới.
- 1903 – Với sự khuyến khích của Hoa Kỳ, Panama tách khỏi Colombia và tuyên bố độc lập.
- 1918 – Đế quốc Áo-Hung đầu hàng phe Đồng Minh trong Chiến tranh thế giới thứ nhất.
- 1957 – Liên Xô phóng tàu vũ trụ Sputnik 2, mang theo chó Laika, sinh vật sống đầu tiên từ Trái Đất được đưa lên vũ trụ.
- 1967 – Bắt đầu Trận Đắk Tô tại Kon Tum trong Chiến tranh Việt Nam.
- 1978 – Dominica giành độc lập từ Anh Quốc.
- 1986 – Liên bang Micronesia giành độc lập từ Hoa Kỳ.
- 2013 - Hiện tượng nhật thực lai
- 2018 – Nguyễn Phương Khánh trở thành đại diện Việt Nam đầu tiên đăng quang cuộc thi Hoa hậu Trái Đất.
- 2020 – Bầu cử tổng thống Hoa Kỳ 2020.

## Sinh
- 1858 - Thiên hoàng Minh Trị, vị Thiên hoàng thứ 122 của nước Nhật
- 1900 - Adolf Dassler, nhà sáng lập hãng giày Adidas
- 1928 - Osamu Tezuka, nghệ sĩ truyện tranh của Nhật Bản
- 1949 - Anna Wintour,nhà biên tập, nhà báo người gốc Anh Quốc,tổng biên tập tạp chí Vogue
- 1957 - Dolph Lundgren, Diễn viên, võ sĩ người Thụy Điển
- 1986 - Heo Young Saeng (SS501)
- 1979 - Pablo Aimar, tiền vệ tài hoa người Argentina
- 1961 - Thành Lộc, Diễn viên, nghệ sĩ sân khấu Việt Nam
- 1990 - Trịnh Đình Quang, ca sĩ kiêm nhạc sĩ người Việt Nam
- 1995 - Ren (NU'EST)

## Mất
- 1054 - Lý Thái Tông, Hoàng đế thứ 2 Nhà Lý, Việt Nam (s. 1000)
- 1970 - Nguyễn Văn Thiện, Chuẩn tướng Quân lực Việt Nam Cộng hòa (Sinh 1928)
- 2006 - Paul Mauriat, nhạc sĩ Pháp (s. 1925)
- 2007 - Aleksandr Viktorovich Dedyushko, (s. 1962)